# Roton
Roton este una dintre cele mai importante case de discuri din România.
A fost înființată în 1994 și activează în domeniul artistic, al promovării, al distribuției de produse fizice și electronice, precum și de producție mecanică. Portofoliul Roton include o gamă variată de stiluri muzicale, de la pop, dance și rock până la folclor.
Compania are filiale la București și Iași. În anul 2004, Roton a deschis o linie de producție de CD-uri la Iași. 
Compania este într-o creștere constantă, mărindu-și portofoliul de artiști și cota de piață de 30% în fiecare an. 
De la înființare până în prezent, catalogul de piese lansate depășește numărul de 9000. 
În anul 2011, Roton a obținut licența Warner Music, iar în anul 2015 Roton Music și Warner Music Group și-au extins teritoriul pentru a include și America Latină, colaborarea luând sfârșit în anul 2020.
Roton este cel mai mare exportator de drepturi muzicale din România. 
Printre colaboratorii de încredere, se numără companii de renume, alături de care creează campanii și evenimente de succes. 
Roton reprezintă pe unii dintre cei mai populari artiști din România și din lume, precum: Inna, Fly Project, Akcent, Alexandra Stan, Manuel Riva, Corina, Anda Adam, Amna, Connect-R, Maxim, Sandra N, Raoul, Andreea Bălan, Bosquito, și mulți alții. 